# Oise
Oise je département ve Francii v regionu Hauts-de-France. Je pojmenován podle řeky Oise. Jeho rozloha je 5860 km². Žije v něm 810 300 obyvatel (2012). Hlavní město je Beauvais.